# Nedostavěná dráha na Tři kříže

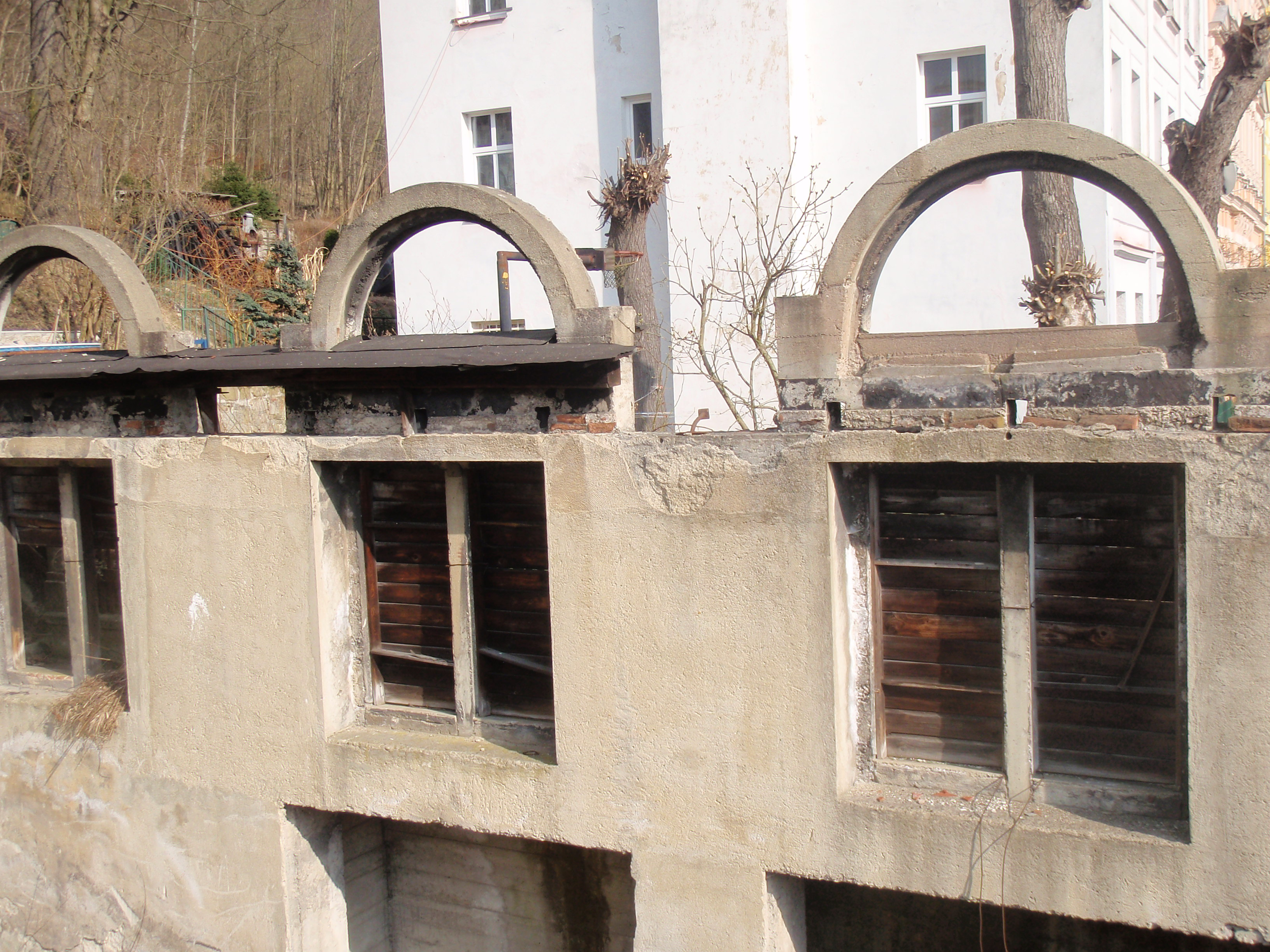
Vyhořelá budova mezistanice Panorama

Pozemní lanová či ozubnicová dráha měla vést z Vřídelní ulice na vrch Tři kříže v Karlových Varech.

## Historie
Stavba začala v zimě roku 1913, ačkoliv rozhodnutí o výstavbě bylo dáno již roku 1908. Podobně jako v případě lanové dráhy Diana mělo jít o dráhu provozovanou městem. Současně byla plánována výstavba hotelu u horní stanice. První světová válka v létě 1914 výstavbu přerušila, po válce bylo dobudováno drážní těleso a mezistanice, avšak dráha nikdy nebyla dostavěna ani nebylo definitivně rozhodnuto, zda půjde o lanovou, anebo ozubnicovou dráhu.
Lanovku projektovala švýcarská firma inženýra H. H. Petera (stejně jako lanovku na Dianu). Stavbu prováděla rakouská firma Rella und Neffe.

### Plány
Existovalo mnoho variant návrhů dráhy na Tři kříže: buď prodloužení lanovky Imperial, nebo varianta s prodloužením přes Tři kříže až na Goethovu vyhlídku, nebo lanovka vedoucí na Tři kříže z opačné strany, od městských hřbitovů. V trase z Vřídelní ulice se od původního návrhu pozemní lanové dráhy později přiklonilo k variantě ozubnicové dráhy s mezistanicí Panorama.
Dráha měla být jednokolejná, z Vřídelní ulice měla vést až 8 metrů hlubokým betonovým zářezem se stoupáním až 520 ‰ (nebo 580 ‰), měla podejít ulici Na Vyhlídce ke stanici Panorama, nad ní se ze zářezu měla dostat do úrovně terénu. Celková šikmá délka tratě až ke stanici Tři kříže měla být asi 500 metrů, přičemž návrh umožňoval i následné prodloužení tratě na Goethovu vyhlídku. Převýšení dráhy by bylo 173 metrů (Vřídelní 379 m n. m., Panorama 440 m n. m., Tři kříže 552 m n. m.).
Dopravu měly zajišťovat dva vozy o kapacitě 40 osob, část spojů měla být ukončena ve stanici Panorama. Dolní část tratě měla být v provozu celoročně, horní část jen v letní sezóně.
Vybudována byla hrubá stavba betonového zářezu od domu č. 51 ve Vřídelní ulici přes stanici Panorama, se třemi můstky a jedním mostem překračujícím zářez, a kameno-betonový násep a kamenný podklad trati v horní části. Trať je však zarostlá i velmi vzrostlými stromy. Dochovala se i staniční budova zastávky Panorama, která však roku 1998 vyhořela, čímž přišla o střechu. Jsou patrné základy budov horní stanice a hotelu.

## Snahy o obnovu
Nejblíže k obnovení měla dráha v roce 1967, kdy italská firma Ceretti Tanfani nabízela opravy všech karlovarských lanovek (včetně dostavby dráhy na Tři kříže), avšak z finančních i politických důvodů město nabídku nepřijalo. V 70. letech se uvažovalo o vybudování zotavovacího střediska ROH a postavení ozubnicové dráhy. Obnovení dráhy se společně se záměrem vybudování další, nové lanovky objevilo ještě ve vládním usnesení z roku 1988, po pádu režimu však ze záměru sešlo.
V roce 2006 se město dostavěním dráhy znovu zaobíralo a byly vytipovány čtyři varianty provedení lanovky, počítá se i s možností přispění soukromých investorů nebo evropských fondů. Ve snahách o dostavění se angažuje náměstek primátora Tomáš Hybner (ČSSD). V ideálním případě měla být lanovka zprovozněna kolem roku 2013. V červnu 2007 vyhlásilo město výběrové řízení na zpracovatele studie dostavění lanové dráhy a souvisejících staveb.
Nové vedení města zvolené v komunálních volbách 2010 rozhodlo v březnu 2011 o odložení dostavby lanovky. Na lanovku se nenašly v rozpočtu města finanční prostředky a rovněž není podle vedení žádoucí hotel v místě cílové stanice lanovky.